# Taimbiet Komiekbajew
Taimbiet Komiekbajew (ros. Таимбет Комекбаев, ur. 1896 we wsi Żosały w obwodzie kyzyłordyńskim, zm. 13 lutego 1987 tamże) – radziecki wojskowy narodowości kazachskiej, Bohater Związku Radzieckiego (1945).

## Życiorys
Urodził się w kazachskiej rodzinie chłopskiej. Od listopada 1941 służył w Armii Czerwonej, uczestniczył w wojnie z Niemcami, walczył na Froncie Leningradzkim, 3 Nadbałtyckim i 1 Ukraińskim, na przełomie stycznia i lutego 1945 brał udział w forsowaniu Odry. Podczas walk o Gliwice od 23 do 25 stycznia 1945 jako dowódca oddziału 5 kompanii piechoty 533 pułku piechoty 128 Dywizji Piechoty 21 Armii 1 Frontu Ukraińskiego w stopniu młodszego sierżanta ogniem z karabinu maszynowego zniszczył trzy karabiny maszynowe wroga, a 27 stycznia 1945 wyróżnił się podczas walk o Kochłowice, gdy obrzucił granatami stanowisko niemieckiego karabinu maszynowego. 6 lutego 1945 podczas zajmowania Brzegu ogniem z karabinu przyczynił się do odparcia pięciu niemieckich kontrataków i zabicia 18 Niemców. Dwa dni później odparł 7 kontrataków wroga. Łącznie zabił osobiście ponad stu żołnierzy przeciwnika. Po wojnie został zdemobilizowany w stopniu starszyny.

## Odznaczenia
- Złota Gwiazda Bohatera Związku Radzieckiego (10 kwietnia 1945)
- Order Lenina
- Order Wojny Ojczyźnianej I klasy (11 marca 1985)
- Medal „Za zasługi bojowe” (10 lutego 1945)

I medale.